# Жамбил (Тарбагатайський район)
Жамби́л (каз. Жамбыл) — село у складі Тарбагатайського району Східноказахстанської області Казахстану. Входить до складу Куйганського сільського округу.
Населення — 322 особи (2021; 494 у 2009, 818 у 1999, 786 у 1989).
Національний склад станом на 1989 рік:
- казахи — 100 %

Станом на 1989 рік село називалось Джамбул.